# 戰鎚40000：破曉之戰II-渾沌再起
《戰鎚40000：破曉之戰II-渾沌再起》（英語：Warhammer 40,000: Dawn of War II – Chaos Rising）是 Relic Entertainment 為戰鎚40000開發的即時戰略遊戲，並且是《破曉之戰II》的擴充資料片（可以獨立執行，不過遊戲內容會受限），遊戲由THQ發行。
遊戲中加入了新的陣營：混沌星際戰士，其他四個陣營也獲得了新的單位。

## 戰役模式
約莫在《破曉之戰II》故事開始的一千年前，奧雷利亞星（Aurelia）和美里迪恩星（Meridian）爭奪著奧雷利亞次星區首府的地位。最後美里迪恩贏得了這個寶座，而奧雷利亞則和星際戰士血鴉戰團建立了深厚的關係。奧雷利亞之所以落選和其座落於星區邊緣有關：該處的亞空間異象造成星際航行不甚穩定。終於，在一場稱為「悲痛風暴」（Storm of Sorrow）的災難期間，奧雷利亞受到突然擴大的異象影響，被拋出了她原本位居的適居帶邊緣。整顆行星很快就凍結了，只有約十萬人逃出來。在這場災難發生的一個月後，奧雷利亞就被亞空間異象吞噬而消失了。
千年來，奧雷利亞的恆星有時會從亞空間風暴中探出頭來，不過奧雷利亞就這麼消失了。直到現在，泰倫蟲族入侵的一年後，奧雷利亞突然出現，血鴉戰團的求救訊號從其上發出，玩家扮演的星際戰士指揮官和其隊員於是為了要調查這神秘的現象而出動了。
在劇情模式中，每個小隊都會有一個「墮落量表」（除了無畏機兵蘇勒，他永不墮落），表明他們的墮落程度，玩家在每個關卡都會受一些「墮落條件」或「救贖條件」影響，例如：要是令守護的目標陷落就會增加墮落值。攜帶墮落的物品也會增加墮落值。另外，相對地也有一些物品可以令玩家獲得「救贖」，減少墮落值，代價通常是使角色較易被敵軍殺傷。不同的墮落值和作為在遊戲結束時會導致玩家走向各種不同的結局，詳述如下：
- 全然貞節（Full Purity） － 當玩家完成所有救贖任務，殺死藥劑師葛蘭（Galan）而非迪奧梅蒂斯（Diomedes）時，指揮官和他的小隊成員會成為戰團中的 Agents of Purification ，並幫助知曉了血鴉內部的腐敗的加百列（Gabriel）和迪奧梅蒂斯。指揮官並將成為第四連的連長。
- 貞節（Purity） — 如果玩家殺死迪奧梅蒂斯而非葛蘭，指揮官和其小隊會和加百列一起被指為叛徒。
- 中性（Neutral） — 如果玩家完成所有任務的救贖和墮落條件（殺了血鴉戰士、迪奧梅蒂斯和葛蘭都沒死），指揮官會從戰團中被驅逐並流放到恐懼之眼一百年。
- 墮落（Corruption） — 如果玩家的墮落值過大時，指揮官會被加百列處決。
- 全然墮落（Full Corruption） — 如果玩家完成所有墮落任務並讓過多小隊墮落值全滿，指揮官會成為渾沌軍團在奧雷利亞上的下一個渾沌領主。

### 結局與《天譴》
在續作《天譴》資料片中，阿波羅‧迪奧梅蒂斯（Apollo Diomedes）活了下來，並且依然侍奉戰團長凱拉斯（Kyras）。哨兵士官賽瑞斯（Cyrus）與科技戰士馬特勒斯（Martellus）並非戰團叛徒。 

## 多人遊戲
星際戰士、歐克獸人、神靈族、泰倫蟲族都獲得了新單位，另外加入了混沌星際戰士陣營。
- 星際戰士：增加單位智庫館長、毀滅者重爆彈槍小隊可以升級成雷射砲、無畏機兵可以升級雷射砲、掠奪者坦克可以升級雷射砲。
- 歐克獸人：增加單位怪異小子。
- 神靈族：增加單位冥靈護衛。
- 泰倫蟲族：增加單位基因竊取者、以蟲王護衛取代二級基地單位卡尼菲克。

### 最後戰役
在資料片中，增加了異形蟲王和渾沌巫師可以選擇。

## 評價
| 汇总媒体     | 得分   |
| ------------ | ------ |
| GameRankings | 85.39% |
| Metacritic   | 85/100 |

| 媒体      | 得分   |
| --------- | ------ |
| 1UP.com   | A-     |
| Eurogamer | 9/10   |
| GamePro   | [ 6 ]  |
| GameSpot  | 8.5/10 |
| GameSpy   | [ 8 ]  |
| IGN       | 8.5/10 |

許多評分給了遊戲相當於8/10至9/10之間的分數，以8.5/10上下為多。
對於戰役的部份，1UP評道：「原先的遊戲的問題是你玩了一會兒後就會感覺到有點重覆」，不過在資料片中「這次有更多種任務目標，感覺不錯；關卡的頭目們更常四處移動，進行很棒的多區域戰鬥」。GamePro評道：「多數即時戰略遊戲資料片都遵從一個典型的公式：增加至少一個陣營、一些新部隊、一些新地圖或許再加上一些額外的單人遊戲內容。雖然 Relic 驚人的《破曉之戰II》資料片《渾沌再起》幾乎一致的遵守了同樣的規則，但是新戰役、單位和地圖的深度和品質讓它與多數資料片大相逕庭」。IGN則寫道：「雖然有些人會抱怨戰役有點短，不過你不會看到無聊或重覆性的任務，這次沒有填料似的任務」。GameSpot評道：「遊戲的畫面、音效以及音樂達到了《破曉之戰II》設下的高標準，他們被精細地描繪」，至於多人遊戲：「除了混沌陣營以外，多人遊戲大致上沒有改變；如同原來的遊戲一樣，玩起來節奏很快又很吸引人」。
此外，《渾沌再起》亦獲得 GameSpot 的2010年最佳資料片獎。

## 外部連結
- 破曉之戰II系列官方網站 （页面存档备份，存于）
- 渾沌再起台灣官方網站